# Metagonyleptes
Metagonyleptes es un género de arácnido  del orden Opiliones de la familia Gonyleptidae.

## Especies
Las especies de este género son:
- Metagonyleptes bicalcarata
- Metagonyleptes calcar
- Metagonyleptes carinatus
- Metagonyleptes cupidensis
- Metagonyleptes curvispinosus
- Metagonyleptes grandis
- Metagonyleptes hamatus
- Metagonyleptes incertus
- Metagonyleptes pallidipalpis
- Metagonyleptes pectiniger
- Metagonyleptes serratus
- Metagonyleptes torulosus
- Metagonyleptes wygodzinskyi